# Lamar, Missouri
Lamar är administrativ huvudort i Barton County i Missouri. Orten har fått sitt namn efter Republiken Texas president Mirabeau B. Lamar. Lamar är känd som Harry S. Trumans födelseort.